# Aklim
Aklim (en arabe : أكليم) est une ville du Maroc, située au nord-est du Maroc dans la province de Berkane, dans la région de l'Oriental.
Elle est située dans la région administrative de l'Oriental. Elle est desservie par l’autoroute entre Berkane et Nador.
L'activité principale de sa population est l'agriculture.
La culture du village est composée de pastèque, clémentine, grenade, tomates…

## Personnalités liées à la commune
- Mohamed Chaouch, footballeur international né à Aklim en 1966.

### Sources
- (en) Aklim sur le site de Falling Rain Genomics, Inc.